# Орендаренко, Тимофей Михайлович
Тимофей Михайлович Орендаренко (укр. Тимофі́й (Тиміш) Михайлович Орендаре́нко) — один из предводителей запорожского казачества, гетман Войска Запорожского с июня 1630 по сентябрь 1631 годов и в 1632—1633 годах, по другим данным 1633—1634 годах.

## Биография
Годы жизни Тимофея Орендаренко неизвестны. Родом из Канева.
Принимал участие в восстании против польского господства под руководством Тараса Федоровича. Во время переговоров по завершению этого восстания, в июне 1630 года, был выбран гетманом.
В сентябре 1633 года Орендаренко возглавлял казацкое войско (12 тысяч человек и 10 пушек) в осаде Смоленска в ходе Смоленской войны. По другим данным войско Орендаренко составляло 20 тысяч человек.
Дальнейшая его судьба неизвестна.